# Klebrige Primel
Die Klebrige Primel (Primula glutinosa) ist eine Pflanzenart, die zur Gattung der Primeln (Primula) gehört.
Weitere Trivialnamen sind Blauer Speik wie auch Roter Speik.

## Beschreibung

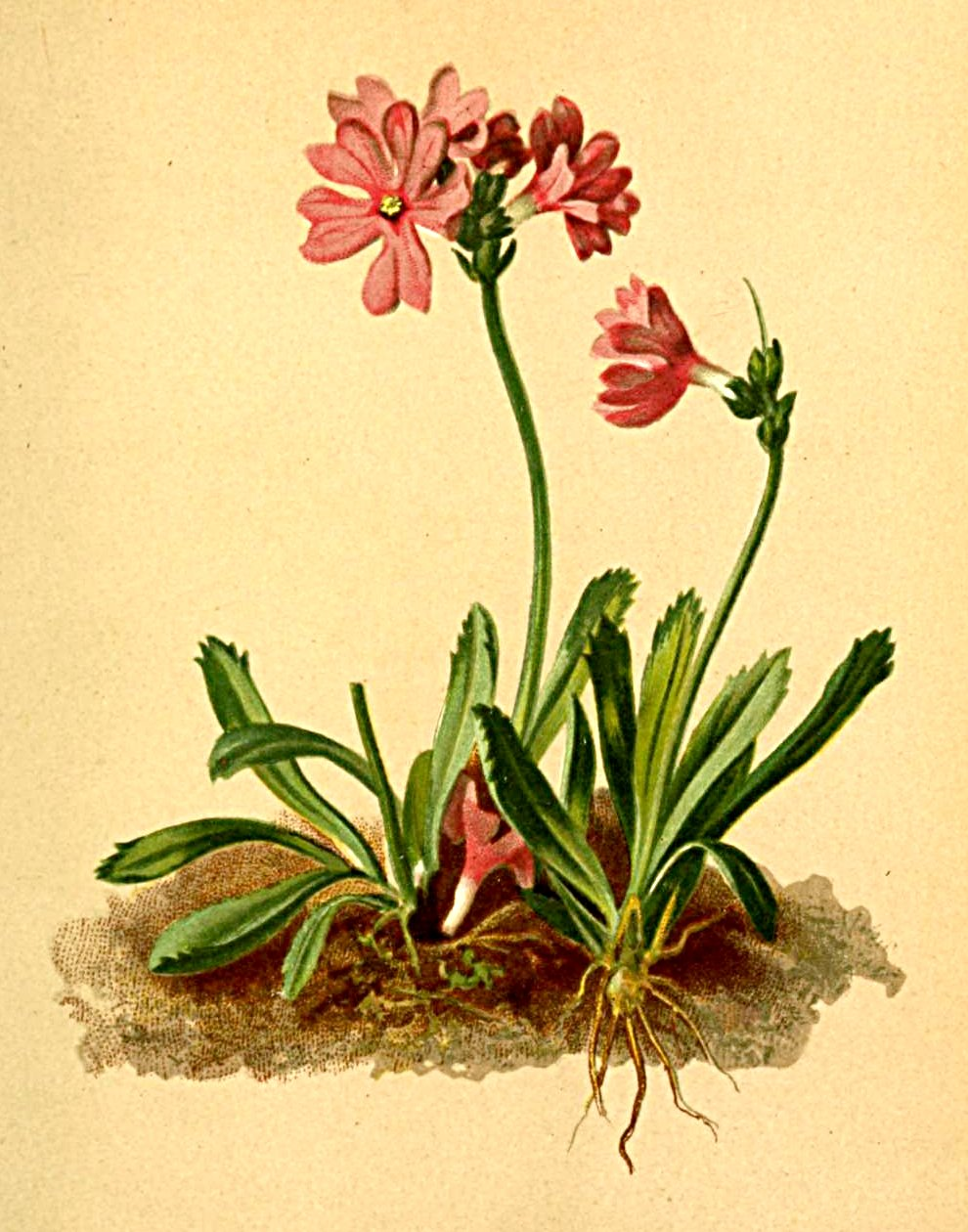
Klebrige Primel (Primula glutinosa), Illustration
in Anton Hartinger, Atlas der Alpenflora (1882)

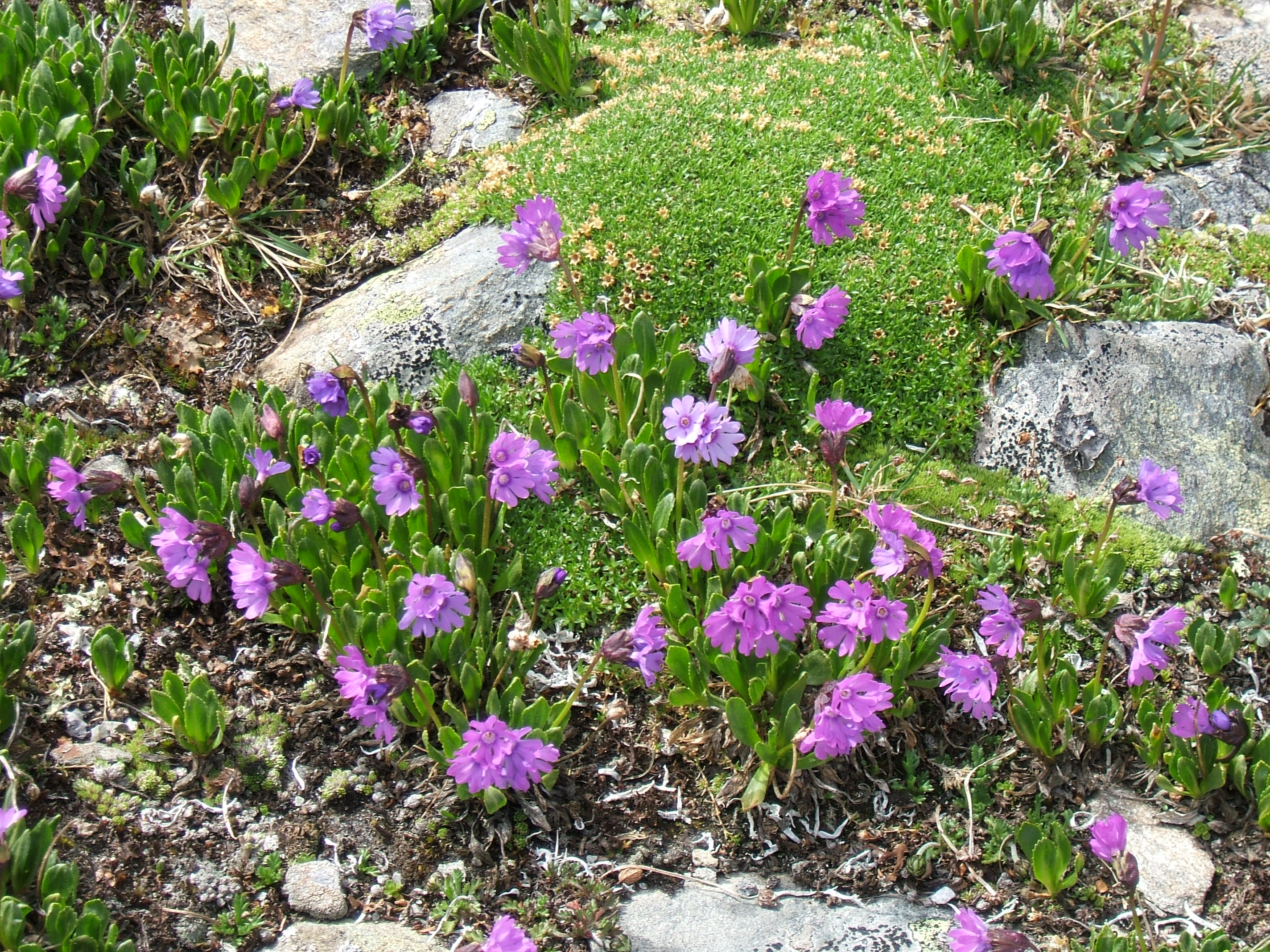
Klebrige Primel am Kaunergrat in 3000 Meter Meereshöhe

Die mehrjährige krautige Pflanze erreicht Wuchshöhen von 2 bis 10 Zentimeter. Sie wächst oft rasenartig und ist scheinbar kahl, hat jedoch zahlreiche klebrige, kurze Drüsenhaare an den Blättern. Die grundständigen Laubblätter sind etwa 6 Zentimeter lang und vorn fein gezähnt. Sie sind lanzettlich-keilförmig oder länglich-lanzettlich, 2 bis 6 Zentimeter lang und 3 bis 7 Millimeter breit. Sie sind langsam in den kurzen und meist breiten Stiel verschmälert.
Die duftenden Blüten sitzen in einem 1- bis 7- (meist 3-4) blütigen, doldigen Blütenstand. Die breit eiförmigen, etwa 7 bis 11 Millimeter langen Tragblätter sind rotbraun wie auch die oft kürzeren Kelche. Der Kelch ist 4 bis 8 Millimeter lang mit eiförmigen, stumpfen, anliegenden Zipfeln. Die Blüte duftet stark. Die Krone weist einen Durchmesser von 10 bis 18 Millimeter auf, ist rotviolett bis dunkelblau und am Schlund mit einem dunkleren Ring versehen. Sie ist anfangs dunkelblau, später schmutzig violett. Der Kronsaum hat tief ausgerandete Kronzipfel. Die Fruchtkapsel ist etwas kürzer als der Kelch. Die Samen sind ziemlich stark geflügelt und glatt.
Die Blütezeit reicht von Juni bis August.
Die Chromosomenzahl beträgt 2n = 66.

## Vorkommen
Die Klebrige Primel bevorzugt feuchten Felsschutt, Weidenspaliere und Krummseggenrasen und kommt auf kalkarmen Böden bis in Höhenlagen von 3100 m vor. Die Klebrige Primel braucht sauren, lange schneebedeckten, flachgründigen,  humosen Untergrund. Ihr Sekret wird von winzigen, auch mit der Lupe kaum sichtbaren Haaren abgeschieden. 
Sie besiedelt kalkarme, ruhende Schutthalten und lückige alpine Rasen über kalkarmem oder kalkfreiem Gestein. Sie ist eine Charakterart des Primulae-Caricetum curvulae aus dem Verband Caricion curvulae.
Da ihre Wuchsorte lange vom Schnee bedeckt bleiben, blüht sie ziemlich spät, nämlich von Juni bis August. 
Das Verbreitungsgebiet reicht vom Unterengadin bis zur Steiermark. In Österreich subalpin bis alpin in den Bundesländern Steiermark, Kärnten, Salzburg, Tirol und Vorarlberg verbreitet. In den Zentralalpen zerstreut, in den Karnischen Alpen selten. In Mitteleuropa ist sie selten; sie kommt vor in den Zentralalpen zwischen Vorarlberg, Graubünden, Kärnten und der Steiermark. Sie steigt in Südtirol am Becher bei Ridnaun und im Pfossental bis 3100 Meter Meereshöhe auf. Sie ist eine typische Ostalpenpflanze. 
Die ökologischen Zeigerwerte nach Landolt et al. 2010 sind in der Schweiz: Feuchtezahl F = 2 (mäßig trocken), Lichtzahl L = 4 (hell), Reaktionszahl R = 2 (sauer), Temperaturzahl T = 1 (alpin und nival), Nährstoffzahl N = 1 (sehr nährstoffarm), Kontinentalitätszahl K = 2 (subozeaanisch).

## Sonstiges
Die sogenannten „Speikböden“ der Tiroler Alpen beziehen sich auf diese Primel und nicht auf den Echten Speik (Valeriana celtica).
Die Klebrige Primel kann an Stellen, wo Silikat und Kalk aufeinander treffen, fruchtbare Kreuzungen erzeugen. Das Resultat wird als Primula × pubescens bezeichnet.
In Tirol werden die Pflanzen den Wiegenkindern unter das Kopfkissen gelegt, damit sie schwindelfrei werden.